# Smorgas
Smorgas, japanskt rockband som tagit sitt namn efter det angliserade svenska ordet smorgasbord. Ett visst missförstånd verkar dock ligga bakom namnvalet då de i en intervju med den japanska internetsidan music axess hävdar att smorgas är ett svenskt ord som betyder just smorgasbord.